# Adamawa (Bundesstaat)

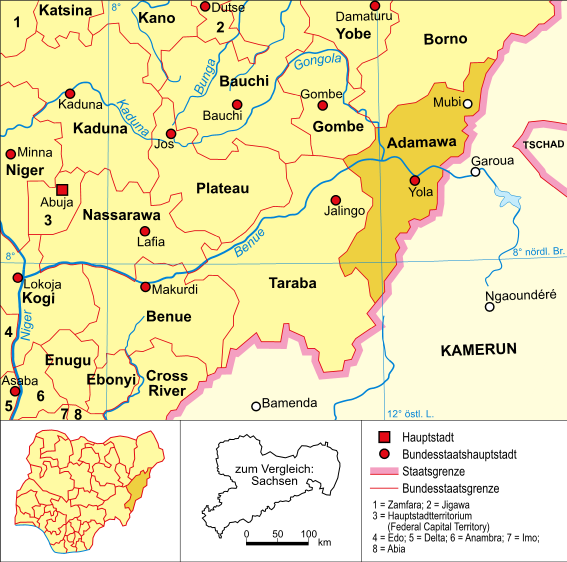
Lage von Adamawa in Nigeria

Adamawa ist ein Bundesstaat des westafrikanischen Landes Nigeria mit der Hauptstadt Yola. Die größte Stadt ist Jimeta mit 248.166 Einwohnern (2005). Der Name leitet sich ab von Modibo Adama, dem Gründer des Emirates Adamaua.

## Geografie
Der Bundesstaat liegt im Osten des Landes und grenzt im Norden an den Bundesstaat Borno, im Nordwesten an den Bundesstaat Gombe, im Südwesten an den Bundesstaat Taraba und im Osten an Kamerun. Gegenüber von Numan mündet der Gongola in den größten Nebenfluss des Nigers, dem Benue.

## Bevölkerung
Die Bevölkerung spricht überwiegend Adamawa-Ost-Sprachen (im Zentrum und im Osten) der Adamawa-Ubangi-Sprachen sowie Igbo (im Süden) innerhalb der Niger-Kongo-Sprachen, die auch im benachbarten Kamerun gesprochen werden. Daneben wird auch Englisch als Verkehrssprache gesprochen.

## Geschichte
Früher war Adamawa ein Teil des Emirates Adamaua. Der Bundesstaat wurde am 3. Februar 1976 unter dem Namen Gongola aus einem Teil des früheren Bundesstaates North-Eastern gebildet. Am 27. August 1991 wurde er in Adamawa umbenannt.

### Liste der Gouverneure und Administratoren
- Abubakr Salihu (Gouverneur 1991–1992)
- Abubakar Saleh Michika (Gouverneur 1992–1993)
- Gregory Agboneni (Administrator 1993–1994)
- Mustapha Ismail (Administrator 1994–1996)
- Joe Kalu-Igboama (Administrator 1996–1998)
- Ahmadu G. Husseni (Administrator 1998–1999)
- Boni Haruna (Gouverneur 1999–2007)
- Murtala Nyako (Gouverneur 2007–2008)
- James Shaibu Barka (Gouverneur 2008)
- Murtala Nyako (Gouverneur 2008–2014)
- Alhaji Ahmadu Umaru Fintirin (Gouverneur 2014)
- Bala James Ngilari (Gouverneur 2014–2015)
- Bindo Jibrilla (Gouverneur 2015–)

## Verwaltung
Der Staat gliedert sich in 21 Local Government Areas. Diese sind: Demsa, Fufure, Ganye, Gayuk, Gombi, Grie, Hong, Jada, Larmurde, Madagali, Maiha, Mayo-Belwa, Michika, Mubi North, Mubi South, Numan, Shelleng, Song, Teungo, Yola North und Yola South.

## Wirtschaft
Der überwiegende Teil der erwerbstätigen Bevölkerung ist in Adamawa in der Landwirtschaft beschäftigt. Die klimatischen und ökologischen Bedingungen ermöglichen den Anbau von Getreide, Baumwolle, Erdnüssen, Mais, Yams, Maniok, Hirse und Reis. Wichtige Wirtschaftszweige sind auch die Fischerei und die Viehhaltung.
Koordinaten: 9° 12′ N, 12° 30′ O